# 斎藤成也
斎藤 成也（さいとう なるや、1957年〈昭和32年〉1月14日 - ）は、日本の遺伝学者。国立遺伝学研究所教授、総合研究大学院大学生命科学研究科遺伝学専攻教授、東京大学大学院理学系研究科生物科学専攻教授。日本学術会議会員。福井県出身。
中立進化論を主張している。アイヌと琉球人の近縁性についての研究結果を定期的に発表している。

## 経歴
1972年福井大学教育学部附属中学校卒業、1975年福井県立藤島高等学校卒業、1979年東京大学理学部生物学科人類学課程卒業、1987年同大学院理学系研究科博士課程人類学中退、1986年テキサス大学ヒューストン校生物医科学大学院修了（Ph.D.）。
1989年2月より東京大学理学部生物学科人類学教室にて助手を経て、1991年1月、国立遺伝学研究所進化遺伝研究部門助教授。翌1992年10月より総合研究大学院大学生命科学研究科遺伝学専攻助教授を併任。
1994年3月、「分子レベルにおけるヒト科の進化 (Hominoid Evolution at the Molecular Level)」により東京大学より理学博士の学位を取得。1995年、国際日本文化研究センター助教授を1998年まで併任。同年、日本遺伝学会奨励賞を受賞。
2002年、国立遺伝学研究所集団遺伝研究部門教授に就任、および総合研究大学院大学教授を併任。2004年木原記念横浜生命科学振興財団より第12回木原記念財団学術賞受賞、2005年10月より日本学術会議第20期会員、2006年には東京大学理学系研究科生物科学専攻教授就任、同年、京都大学大学院理学研究科生物科学専攻教授を併任。

## 著書
- 『遺伝子は35億年の夢を見る―バクテリアからヒトの進化まで』大和書房、1997年。ISBN 9784479390855。
- 『ワードマップ ゲノムと進化 ――ゲノムから立ち昇る生命』新曜社。ISBN 978-4788509122。
- 『DNAから見た日本人』ちくま新書、2005年。ISBN 978-4480062253。
- 『ゲノム進化を考える 系統樹の数理から脳神経系の進化まで』サイエンス社 臨時別冊・数理科学 SGCライブラリ 2007
- 『ゲノム進化学入門』共立出版 2007
- 『自然淘汰論から中立進化論へ 進化学のパラダイム転換』NTT出版 叢書コムニス 2009
- 『ダーウィン入門 現代進化学への展望』ちくま新書 2011
- 『日本列島人の歴史』岩波ジュニア新書〈知の航海〉シリーズ) 2015
- 『核ＤＮＡ解析でたどる　日本人の源流』河出書房新社 2017

### 共編著
- 『遺伝子とゲノムの進化』藤博幸,小林一三,川島武士,佐藤矩行,植田信太郎,五條堀孝共著 岩波書店 シリーズ進化学 2006
- 『ゲノムはここまで解明された』編著 ウェッジ選書 「地球学」シリーズ 2007
- 『絵でわかる人類の進化』編 海部陽介,米田穣,隅山健太著 講談社 絵でわかるシリーズ 2009
- 『生物学者と仏教学者七つの対論』佐々木閑共編著 ウェッジ選書 2009
- 『岩波生物学辞典』第5版 巌佐庸,倉谷滋,塚谷裕一共編集 岩波書店 2013
- 『最新DNA研究が解き明かす。日本人の誕生』河合洋介, 木村亮介, 松波雅俊, 鈴木留美子共著 秀和システム 2020

### 翻訳
- 根井正利『分子進化遺伝学』五条堀孝共訳 培風館 1990
- ジョンジョー・マクファデン『量子進化 脳と進化の謎を量子力学が解く!』監訳 十河和代,十河誠治訳 共立出版 2003